# Anochetus leyticus
Anochetus leyticus is een mierensoort uit de onderfamilie van de Ponerinae. De wetenschappelijke naam van de soort is voor het eerst geldig gepubliceerd in 2012 door Zettel.